# Hugo Holle
Hugo Holle (* 25. Januar 1890 in Zella-Mehlis; † 12. Dezember 1942 in Stuttgart) war ein deutscher Musiker, Musiklehrer, Chorleiter, Komponist und Musikwissenschaftler.

## Leben
Holle studierte in München bei Edgar Istel und Joseph Haas (Theorie) sowie bei Wilhelm Berger (Klavier) und bei Max Reger Klavier und Theorie. In Bonn wurde er 1913 promoviert. 1913/14 leitete er als Stellvertreter Regers den Singverein in Meiningen, 1919–21 war er Direktor des Konservatoriums in Heilbronn, von 1921 bis 1925 Schriftleiter der „Neuen Musikzeitung“ in Stuttgart.
Im Jahr 1927 war er Schriftleiter der Mitteilungen der Max-Reger-Gesellschaft. Von 1925 bis 1936 war er Professor für Komposition an der Musikhochschule Stuttgart und von 1940 bis 1942 deren Rektor. Von 1936 bis 1940 lehrte er an der Musikhochschule Frankfurt.
In Stuttgart war er Lehrer der Komponisten Theophil Laitenberger und Otto-Erich Schilling.
Er leitete seit 1923 die von Hermann Keller gegründete Stuttgarter Madrigalvereinigung und dirigierte dieses Ensemble u. a. bei den Donaueschinger Musiktage im Jahr 1923. Im Jahr 1929 wirkte er als Leiter der Stuttgarter Madrigalvereinigung bei der Uraufführung von Bert Brechts Lehrstück unter der musikalischen Gesamtleitung von Paul Hindemith in Baden-Baden mit.
Zwischen 1937 und 1939 leitete er den Cäcilienchor Frankfurt.
Zusammen mit dem Verleger Adolf Spemann gab er die Reihe „Musikalische Volksbücher“ heraus.

## Kompositionen
- Passionsmusik für gemischten Chor, Verlag: Edition Schott

## Schriften
- Goethes Lyrik in Weisen deutscher Tonsetzer bis zur Gegenwart : Eine stilkrit. Studie. Wunderhorn Verlag München 1914.
- Regers Chorwerke. in der Reihe „Max Reger. Eine Sammlung von Studien aus dem Kreise seiner persönlichen Schüler“ Otto Halbreiter Verlag, München 1922.
- Mozart, sein Leben und Schaffen. 2, überarbeitet Auflage des Buches von Karl Storck. Bergland-Verl., Elberfeld 1923.
- Das Musikfest in Donaueschingen. In: Allgemeine Musikzeitung 48 (1921), Nr. 35/36.